# Мороцо
Моро̀цо (на италиански: Morozzo; на пиемонтски: Moross, Морос) е село и община в Северна Италия, провинция Кунео, регион Пиемонт. Разположено е на 431 m надморска височина. Населението на общината е .